# 正常賃料
正常賃料（せいじょうちんりょう）とは、不動産の賃料の種類の一つである。本項目においては、基本的に不動産鑑定評価基準による。ここでは、次のとおり定義される。
正常価格と同一の市場概念の下において新たな賃貸借等の契約において成立するであろう経済価値を表示する適正な賃料（新規賃料）
上記のとおり、正常賃料は新規賃料に含まれるものである。また、上記「…経済価値を表示する適正な賃料」は、実質賃料をいう。

## 新規賃料
新たな賃借権もしくは地上権又は地役権に基づき不動産を使用し、又は収益する契約における賃料をいう。正常賃料の他に限定賃料も含まれ、継続賃料と対になる概念である（不動産鑑定評価基準総論第5章）。
新規賃料は、積算法、賃貸事例比較法を適用して求めるものとされている。なお、一般企業経営に基づく純収益を適正に求めることができる場合は、収益分析法も適用するものとされている。
賃貸借の契約による使用方法に基づく経済価値に即応する賃料を求めるものとされている。

## 不動産鑑定評価等における位置づけ
鑑定評価に当たっては、基本的事項として、対象不動産、価格時点とともに価格又は賃料の種類を明らかにしなければならないものとされている。鑑定評価によって求める賃料は基本的に正常賃料又は継続賃料である、とされる。